# Yukio Sakamoto
Yukio Sakamoto (* 1947; † 14. Februar 2024; japanisch 坂本幸雄) war ein japanischer Manager.
Sakamoto schloss 1970 die Nippon Sport Science University als Sportwissenschaftler ab. Anschließend trat er in die Dienste von Texas Instruments in Japan. 1993 wurde er zum Executive Vice President ernannt. Ab 1997 war er für die Japan Foundry von Kobe Steel, die heute zu UMC gehört, tätig.
2002 wurde er Vorstandsvorsitzender von Elpida Memory, dem DRAM-Geschäft von NEC und Hitachi. 2005 führte er die Firma an die Börse. Durch die Finanzkrise 2008 und Überschwemmungen in Thailand, die auch das dortige Werk von Elpida trafen, häufte das Unternehmen große Verluste an. 2012 meldete die Firma Konkurs an und gehört heute zu Micron.
2017 wurde er von der chinesischen Sino King Technology engagiert, um Ingenieure für ein neues DRAM-Werk in Hefei zu rekrutieren. Laut EE Times gewann er insgesamt 180 Ingenieure. Allerdings geriet er in Konflikt mit den chinesischen Geldgebern, da er einen Lohn von 100.000.000 Yen (616.713 €) pro Jahr für seine Ingenieure verlangte.
Sakamoto starb im Februar 2024 im Alter von 76 Jahren an einem Herzinfarkt.